# Antoni Hajdecki
Antoni Hajdecki (ur. 1 października 1927 w Bochni, zm. 1991 w Krakowie) – polski rzeźbiarz.

## Życiorys
Uczeń Xawerego Dunikowskiego, profesor i prorektor ASP w Krakowie w latach 1968–1978, projektant i realizator kompozycji rzeźbiarskich związanych z architekturą oraz pomników i kompozycji plenerowych.
Absolwent Państwowego Liceum Technik Plastycznych w Zakopanem. Studiował w ASP w Krakowie, w pracowniach Franciszka Kalfasa, Stanisława Popławskiego i Xawerego Dunikowskiego. Od 1956 był pracownikiem naukowym w krakowskiej ASP. Współzałożyciel grupy MARG. 
Jego prace znajdują się w: Rzeszowie, Gorlicach, Rawiczu, Tychach i Krakowie, m.in. popiersie Władysława Szafera stojące w krakowskim Ogrodzie Botanicznym Uniwersytetu Jagiellońskiego (1975) i pomniki Czynu zbrojnego proletariatu Krakowa przy al. I. Daszyńskiego (1986) oraz Iwana Koniewa (1987). W związku z pomnikiem marszałka Koniewa, ukazał się wywiad z Hajdeckim, którego fragment po latach śpiewał zespół Piwnicy pod Baranami do muzyki Zbigniewa Preisnera.
Od 1948 roku należał do PZPR. 12 października 1988, w roku jubileuszu 45-lecia LWP, otrzymał nagrodę I stopnia Ministra Obrony Narodowej w dziedzinie plastyki. Wcześniej był odznaczony Krzyżem Kawalerskim i Oficerskim Orderu Odrodzenia Polski i Złotym Krzyżem Zasługi. 
Pochowany został na cmentarzu Komunalnym w Bochni przy ul. Orackiej.

## Prace

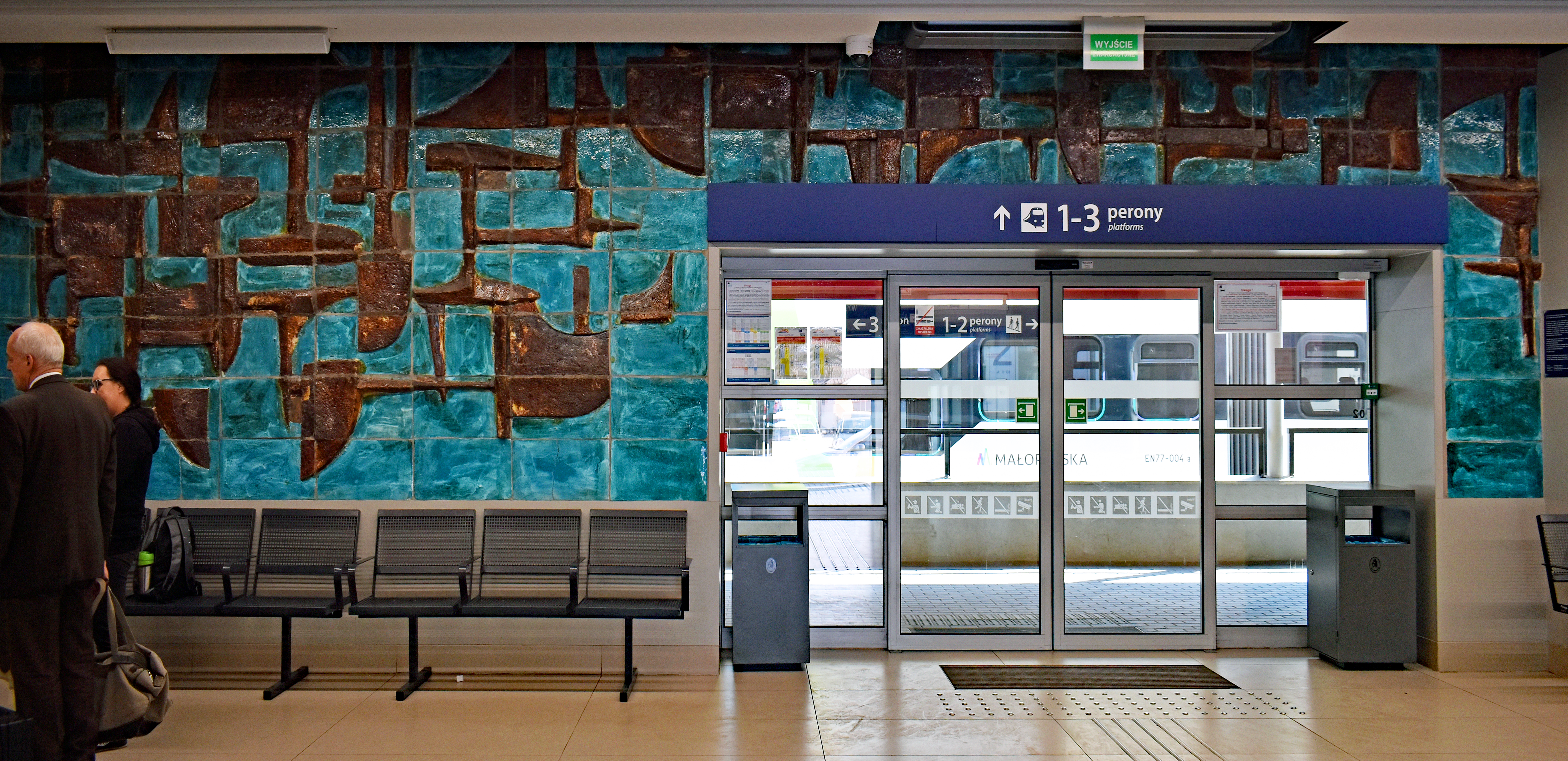
Mozaika z Anielą Szatarą-Tymcik (1968) Budynek kas stacji Kraków Płaszów.
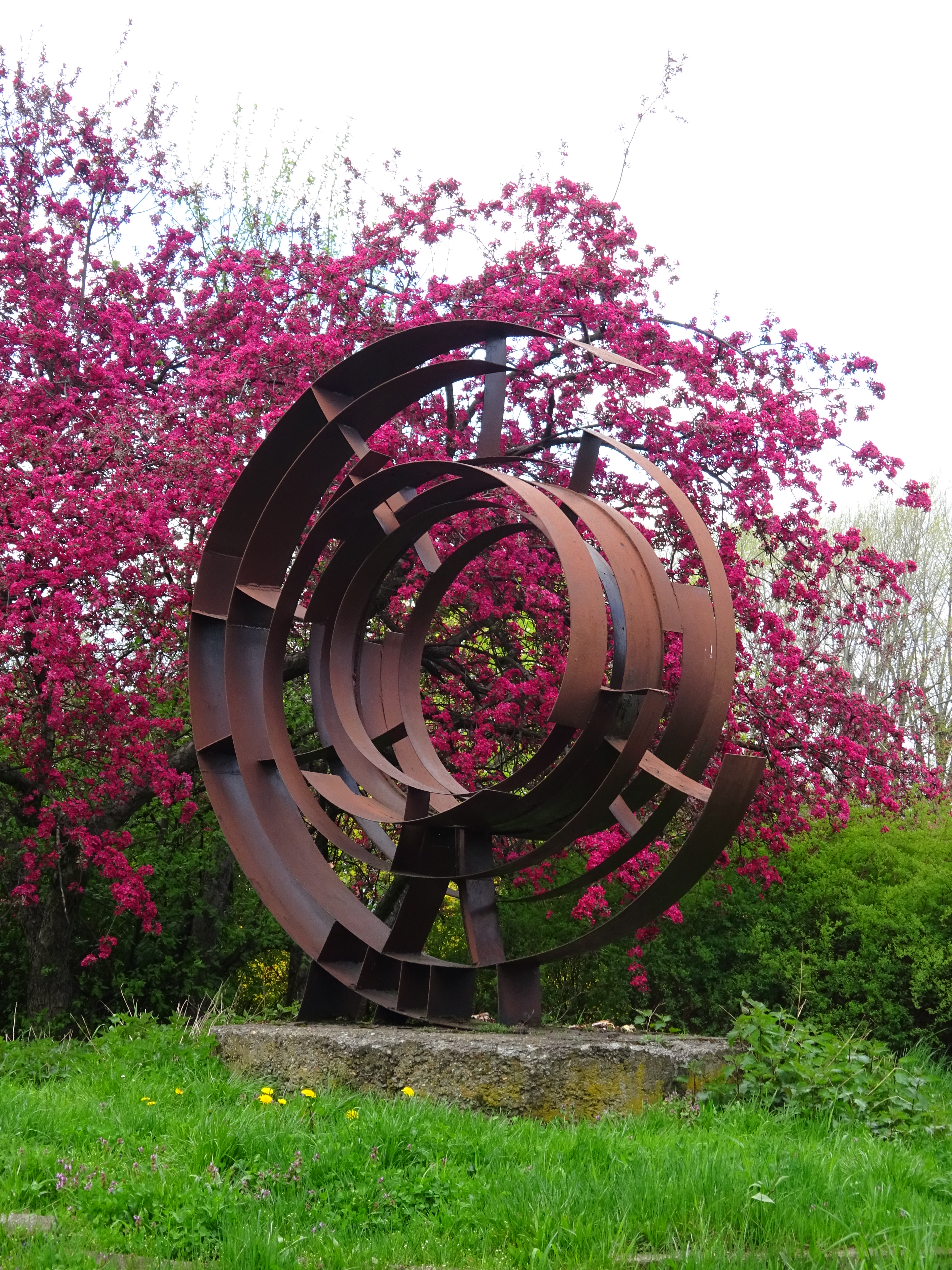
Spirala kosmiczna (1974) Kraków, os. Tysiąclecia .
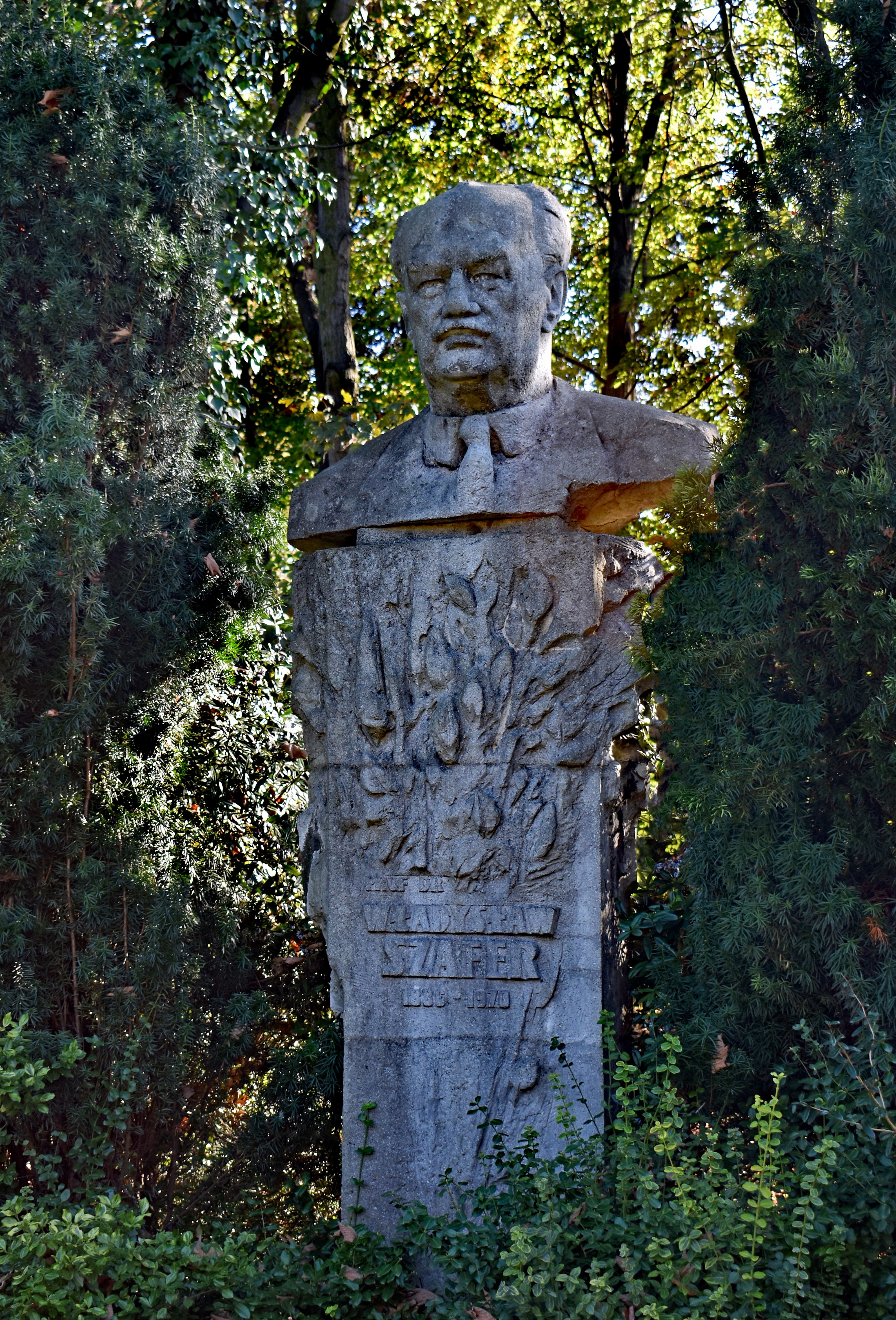
Pomnik Władysława Szafera (1975) Kraków, ul. Kopernika 27 Ogród Botaniczny UJ.
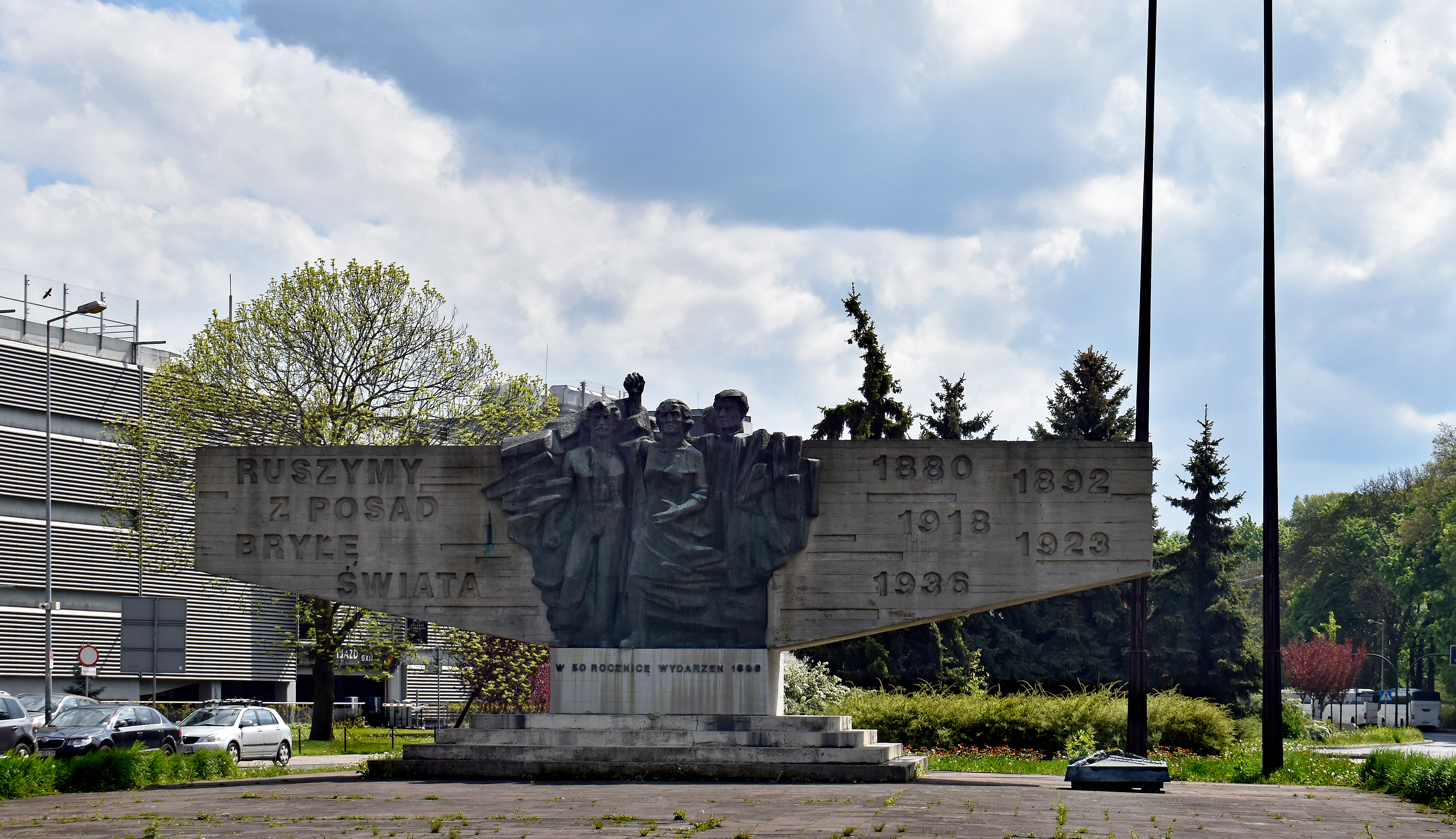
Pomnik Czynu Zbrojnego Proletariatu Krakowa (1986) Kraków, al. I. Daszyńskiego.